# Denis Law
Denis Law (Aberdeen, 24 februari 1940 – 17 januari 2025) was een Schots voetballer.

## Levensloop
Law groeide op in een arm gezin als jongste van zeven kinderen van een visser. Hij kreeg zijn eerste paar schoenen toen hij veertien jaar oud was en zijn eerste voetbalschoenen waren een cadeau van een buurman. Hoewel hij behoorlijk loenste was hij al snel een talentvolle voetballer. In 1954 speelde hij een proefwedstrijd voor Huddersfield Town. Ondanks de grote twijfel van de scout, die hem maar een "slap, klein bebrild mannetje" vond kreeg hij het volgend jaar een contract.
Na een oogoperatie begon zijn carrière pas echt: in december 1956 speelde hij als zestienjarige zijn eerste wedstrijd in het eerste elftal. Hij viel meteen al zo op, dat manager Matt Busby van Manchester United £10.000 voor hem bood, voor die tijd een zeer hoog bedrag, maar Huddersfield-trainer Bill Shankly zei nee. In 1958 maakte Law zijn debuut voor de Schotse nationale ploeg. In totaal speelde hij 55 interlands, waarin hij 30 goals maakte. Daarmee is Law nog altijd topscorer van het Schotse elftal.
Twee jaar later ging hij naar Manchester City FC, zijn eerste club op het hoogste niveau. In 1961 werd hij voor een recordbedrag van £110,000 getransfereerd naar AC Torino. Na een ruzie met de trainer verliet hij die club het volgende jaar en vertrok naar Manchester United FC.
Daar beleefde Law zijn grootste successen. Hij was een belangrijk deel van de ploeg die trainer Matt Busby opbouwde na de vliegramp in München. In elf seizoenen maakte hij 170 doelpunten. In 1963 scoorde Law in de FA Cup-finale tegen Leicester City FC (3-1). Het volgende seizoen werd hij gekozen als Europees voetballer van het jaar. Met United werd hij landskampioen in 1965 en 1967. Hij miste het hoogtepunt van die periode in de geschiedenis van United, de Europa Cup I-winst in 1968, door een blessure. Tot 1973 zou Law voor United spelen, maar grote successen bleven steeds meer uit.
Daarna ging hij terug naar Manchester City. De laatste wedstrijd van het seizoen '73/'74 zorgde Law met zijn goal tegen United ervoor dat die club, zes jaar na de EC-winst, en na 36 jaar onafgebroken in de First Division gespeeld te hebben, degradeerde. Law was zo overstuur dat uitgerekend hij zijn oude club de das omdeed dat hij zijn goal niet vierde en zich liet vervangen.
In 1974 speelde Law, 34 inmiddels, voor de eerste en enige keer op een WK voetbal. Hij speelde een wedstrijd, tegen Zaïre en zette na het toernooi een punt achter zijn loopbaan.
Na zijn voetbalcarrière werd Law analist in radio- en televisieprogramma's. Hij raakte bevriend met zijn Vlaamse collega Rik De Saedeleer. Tijdens de begrafenis van een andere vriend, George Best, voerde hij in 2005 het woord. In 2003 onderging Law een operatie wegens prostaatkanker, waar hij van herstelde. In augustus 2021 maakte Law bekend te lijden aan de ziekte van Alzheimer en vasculaire dementie. Law overleed in januari 2025 op 84-jarige leeftijd.

## Trivia
- De vader van Dennis Bergkamp was een grote fan van Denis Law en noemde zijn zoon in 1969 naar de Schotse voetballer. Naast zijn wieg hing zelfs een foto van Law.[5] De spelling van de voornaam werd wel gewijzigd op aandringen van Bergkamps oudere broers.[6]

## Erelijst
Manchester United
Internationaal
- Europacup I: 1967/68

Nationaal
- Football League First Division: 1964/65, 1966/67
- FA Cup: 1962/63
- FA Community Shield: 1965, 1967

## Statistieken
| seizoen | club                 | land              | competitie | wed. | goals |
| ------- | -------------------- | ----------------- | ---------- | ---- | ----- |
| 1956/57 | Huddersfield Town    | Vlag van Engeland | Division 2 | 18   | 3     |
| 1957/58 | Huddersfield Town    | Vlag van Engeland | Division 2 | 20   | 6     |
| 1958/59 | Huddersfield Town    | Vlag van Engeland | Division 2 | 26   | 2     |
| 1959/60 | Huddersfield Town    | Vlag van Engeland | Division 2 | 27   | 8     |
| 1959/60 | Manchester City FC   | Vlag van Engeland | Division 1 | 7    | 2     |
| 1960/61 | Manchester City FC   | Vlag van Engeland | Division 1 | 44   | 21    |
| 1961/62 | AC Torino            | Vlag van Italië   | Serie A    | 27   | 10    |
| 1962/63 | Manchester United FC | Vlag van Engeland | Division 1 | 38   | 23    |
| 1963/64 | Manchester United FC | Vlag van Engeland | Division 1 | 30   | 30    |
| 1964/65 | Manchester United FC | Vlag van Engeland | Division 1 | 36   | 28    |
| 1965/66 | Manchester United FC | Vlag van Engeland | Division 1 | 33   | 15    |
| 1966/67 | Manchester United FC | Vlag van Engeland | Division 1 | 36   | 23    |
| 1967/68 | Manchester United FC | Vlag van Engeland | Division 1 | 23   | 7     |
| 1968/69 | Manchester United FC | Vlag van Engeland | Division 1 | 30   | 14    |
| 1969/70 | Manchester United FC | Vlag van Engeland | Division 1 | 10   | 2     |
| 1970/71 | Manchester United FC | Vlag van Engeland | Division 1 | 28   | 15    |
| 1971/72 | Manchester United FC | Vlag van Engeland | Division 1 | 32   | 13    |
| 1972/73 | Manchester United FC | Vlag van Engeland | Division 1 | 9    | 1     |
| 1973/74 | Manchester City FC   | Vlag van Engeland | Division 1 | 24   | 9     |